# Volkswagen Lupo
La Volkswagen Lupo è un'autovettura costruita dalla casa automobilistica tedesca Volkswagen dal 1998 al 2005. Condivideva il pianale con la SEAT Arosa, uscita l'anno precedente.

## Storia
Fu presentata al Salone dell'automobile di Torino del 1998 e introdotta nella seconda metà del 1998 per riempire il vuoto che si era creato nella gamma dei modelli Volkswagen, a causa dell'aumento delle dimensioni della Volkswagen Polo e la conseguente assenza della casa tedesca nel segmento delle city car. Le sue concorrenti più accreditate erano la Ford Ka, la Lancia Y, la Opel Agila e la Renault Twingo. La Lupo condivideva pianale e gran parte della meccanica e della carrozzeria con la SEAT Arosa, introdotta nel 1997. La Lupo è una delle superutilitarie che meglio si sono comportate nei crash test: ha, infatti, totalizzato 4 stelle nei test di impatto frontale condotti dall'Euro NCAP. 

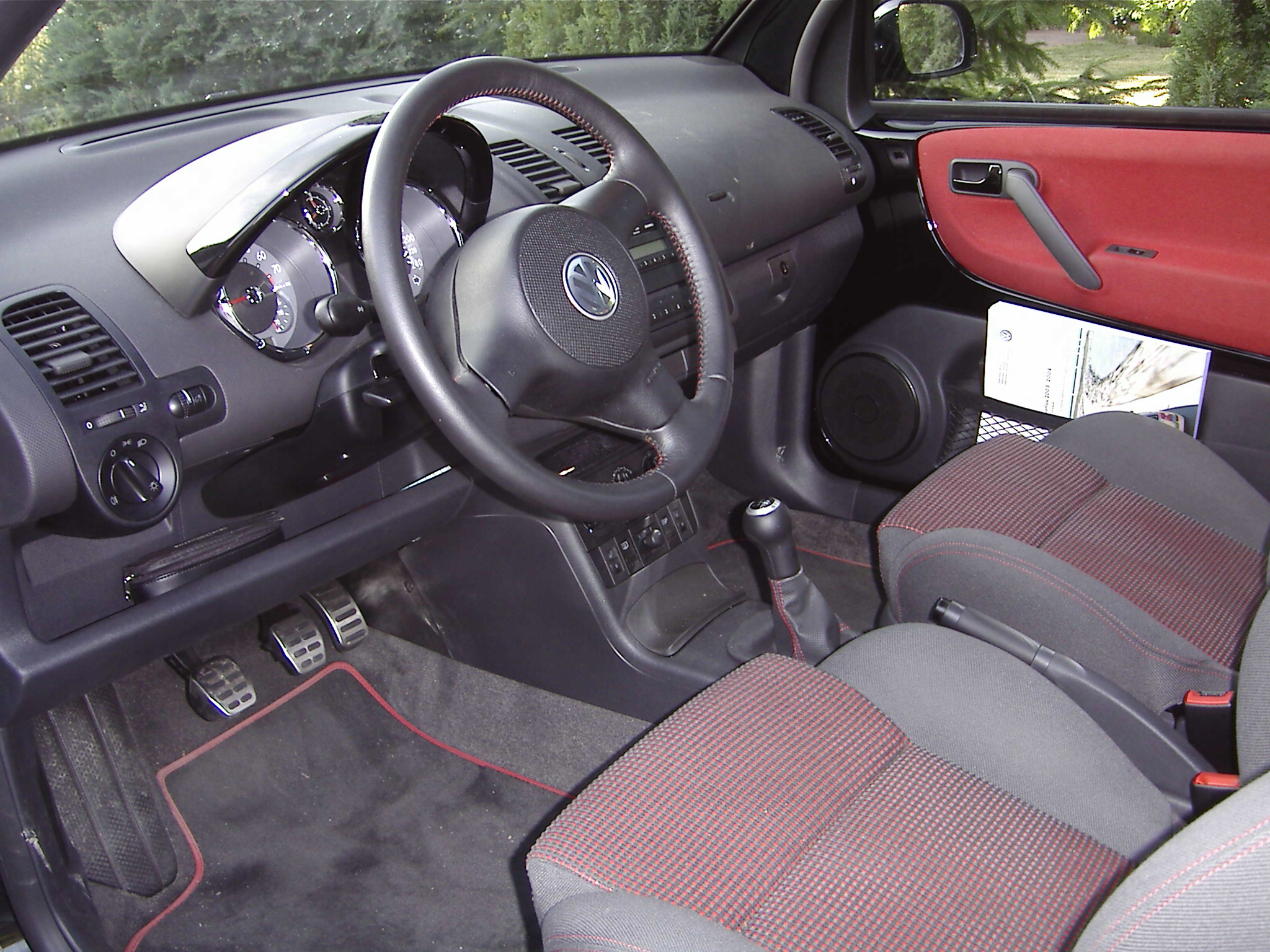
Interni di una Lupo GTI

L'automobile era disponibile con una vasta gamma di motori, dai modelli base fino alla variante GTI. La maggior parte degli esemplari sono stati costruiti nello stabilimento tedesco di Wolfsburg (da cui venne preso anche il nome dell'auto, da "Wolf", lupo in lingua tedesca, lupus in lingua latina), mentre quelli con motorizzazione diesel sono stati assemblati nello stabilimento belga del gruppo.
Alcuni modelli della Lupo hanno raggiunto dei record nei bassi consumi di carburante: la Lupo 3L, grazie alla natura leggera dell'automobile e al motore diesel a 3 cilindri, può consumare, stando ai dati dichiarati, meno di 3 litri per 100 km. Invece, la Lupo FSI è stata la prima Volkswagen ad adottare nel 2002 un propulsore ad iniezione diretta di benzina.
La produzione della Lupo è stata fermata nel 2005, principalmente per motivi legati ai costi di produzione che ne hanno reso antieconomica la commercializzazione. Durante i sette anni di vita non ha mai subito restyling o aggiornamenti alla carrozzeria.

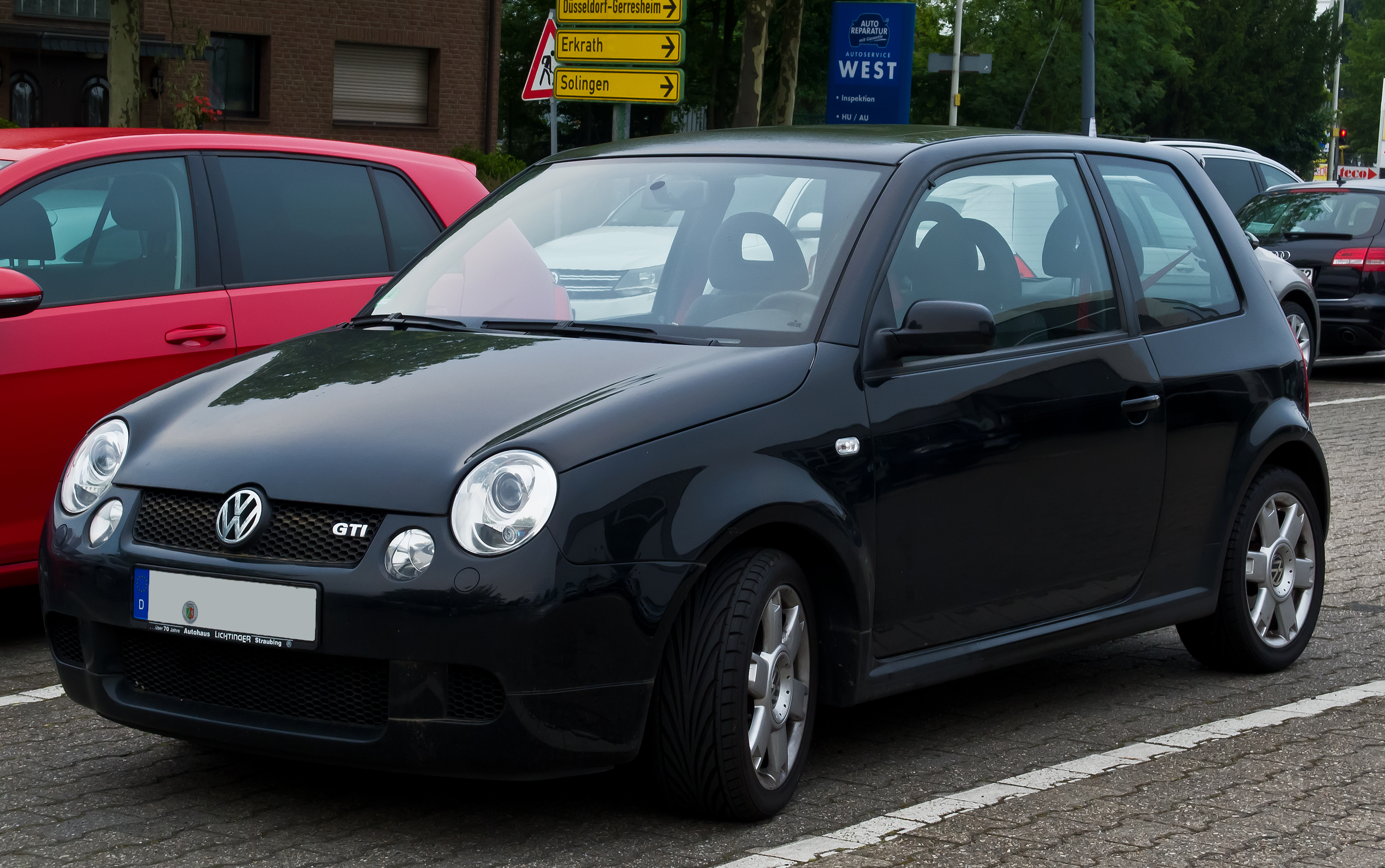
Lupo GTI

Le prime motorizzazioni disponibili sono tre: due benzina (1.0 da 50 CV e 1.4 da 75 CV) e un diesel (1.7 SDI da 60 CV). È offerta in tre diversi allestimenti (Lupo, Trendline e Highline), per un totale di 6 versioni. Quelle con climatizzatore sono identificate dalla sigla Air. Tutte le Lupo hanno di serie doppio airbag e appoggiatesta posteriori. Cerchi in lega e fendinebbia sono appannaggio delle versioni al top. Nel 1999 si aggiungono la 1.4 16V da 101 CV e la 1.4 TDI da 75 CV.
La Lupo 3L debutta nel 2000 ed è dotata del nuovo propulsore diesel 1.2 TDI da 61 CV.
Nel 2001 le Lupo 1.0 abbandonano il 997 cm³ di origine Škoda per adottare il 999 cm³, già installato sulla Polo; la potenza è identica a quella del propulsore che sostituisce. Debuttano anche le versioni con il 1.4 da 60 CV. Al top di gamma debutta, invece, la sportiva Lupo GTI. Dotata del propulsore 1.6 16V da 125 CV, accoppiato ad un cambio manuale a 6 marce, questa versione raggiunge i 205 km/h con un'accelerazione da 0 a 100 km/h in 8,3 secondi. A livello di dotazione di serie, l'ABS viene esteso a tutta la gamma.
Rimane così invariata fino al 2005, ultimo anno di produzione. In Italia, la Lupo è stata venduta in più di 70.000 esemplari.

## Motorizzazioni
| Modello             | Disponibilità       | Motore  | Cilindrata (cm³) | Potenza        | Coppia max (Nm) | Emissioni CO2 (g/km) | 0–100 km/h (s) | Velocità max (km/h) | Consumo medio (km/L) |
| 1.0 cat.            | dal debutto al 2000 | Benzina | 997              | 37 kW (50 cv)  | 84              | 139                  | 18.0           | 155                 | n.d                  |
| 1.0 cat.            | dal 2001 al 2005    | Benzina | 999              | 37 kW (50 cv)  | 86              | 139                  | 17.7           | 152                 | 16.4                 |
| 1.4 cat.            | dal 2001 al 2004    | Benzina | 1390             | 44 kW (60 cv)  | 126             | n.d                  | 14.3           | 160                 | 15.3                 |
| 1.4 16V cat.        | dal debutto al 2005 | Benzina | 1390             | 55 kW (75 cv)  | 126             | 151                  | 12.0           | 172                 | 15.3                 |
| 1.4 16V/101 Cv cat. | dal 1999 al 2005    | Benzina | 1390             | 74 kW (101 cv) | 126             | 163                  | 10.0           | 188                 | 14.2                 |
| 1.6 16V cat. GTI    | dal 2000 al 2005    | Benzina | 1598             | 92 kW (125 cv) | 152             | 178                  | 8.2            | 205                 | 12.9                 |
| 1.2 TDI cat.        | dal 1999 al 2005    | Diesel  | 1191             | 45 kW (61 cv)  | 140             | 81                   | 14.5           | 165                 | 32.2                 |
| 1.4 TDI cat.        | dal 1999 al 2005    | Diesel  | 1422             | 55 kW (75 cv)  | 195             | 119                  | 12.3           | 170                 | 22.4                 |
| 1.7 SDI cat.        | dal debutto al 2005 | Diesel  | 1715             | 44 kW (60 cv)  | 115             | 119                  | 16.8           | 157                 | 21.6                 |